# Gymnastes ornatipennis
Gymnastes ornatipennis är en tvåvingeart som först beskrevs av De Meijere 1911.  Gymnastes ornatipennis ingår i släktet Gymnastes och familjen småharkrankar. Inga underarter finns listade i Catalogue of Life.